# Dorothea Agetle
Dorothea Agetle (Sluderno, 6 aprile 1950) è una fondista italiana di sci di fondo paralimpico, prima donna a conquistare una medaglia alle paralimpiadi per l'Italia.

## Biografia
Paraplegica dopo aver contratto la poliomielite all'età di 3 anni, inizia a praticare lo sport seguendo l'esempio della bolzanina Kristine Ploener.
Debutta alle paralimpiadi di Innsbruck 1988 dove giunge 4ª nella 5 km lunga distanza e 5a nella 2,5 km corta distanza. Alle paralimpiadi di Tignes-Albertville 1992 conquista due bronzi nella 5 km e 2,5 km, confermati con altrettanti bronzi nelle stesse gare di Lillehammer 1994, a cui si aggiunge l'argento nella 10 km. A Nagano 1998 rivince la medaglia d'argento. Alle paralimpiadi di Salt Lake City 2002 è portabandiera dell'Italia, ma non vince alcuna medaglia nella sua quarta paralimpiade.
Vincitrice di molti titoli italiani, ai Mondiali 1990 vince due ori nella 5 km e 10 km. Vince la classifica di Coppa del Mondo del 1999-2000, mentre l'anno successivo chiude al secondo posto. Agli Europei di Sollefta 2001 vince il bronzo nella 10 km.